# Guiorgui Mazniachvili
Guiorgui Mazniachvili, parfois Giorgi Mazniashvili (en géorgien : გიორგი მაზნიაშვილი), né le 6 avril 1872 à Sasireti (Géorgie, à l'époque dans l'Empire russe) et mort le 16 décembre 1937 à Tbilissi (Géorgie, à l'époque en URSS), est un général géorgien et l'une des figures militaires de la République démocratique de Géorgie (1918-1921). Il commença sa carrière dans l'armée russe, et y atteint le grade de général sous le nom de Mazniev. 

## Biographie

### L'Empire russe
Guiorgui Mazniachvili intègre les académies militaires impériales, et engage ses premiers combats très jeune, durant la guerre russo-japonaise (1904-1905), où il est blessé et décoré de la croix de Saint-Georges par le tsar Nicolas II. 
Il prend part à la Première Guerre mondiale sur le front allemand jusqu'à la révolution de février 1917, puis est renvoyé dans le Caucase par le gouvernement provisoire.
Après le traité de Brest-Litovsk du 3 mars 1918, entre Lénine et Guillaume II et la paix séparée russo-allemande, Giorgi Mazniashvili se voit confier par les autorités transcaucasiennes provisoires la constitution et le commandement de deux divisions chargées de protéger Tiflis (la future Tbilissi) de la retraite désordonnée des soldats du front ottoman, plusieurs centaines de milliers de militaires armés se repliant de l'Empire ottoman vers la Russie.

### La République démocratique de Géorgie
En avril 1918, Guiorgui Mazniachvili repousse l'offensive ottomane en Gourie, province du Sud-Ouest de la Géorgie, en remportant la victoire de Choloki. En juin 1918, il est nommé gouverneur militaire de l'Abkhazie et réprime une révolte bolchévique reprenant Gagra et Sotchi, s'avançant jusqu'à Touapsé. En octobre, il est nommé gouverneur militaire de Tiflis une première fois. En décembre, lors du conflit de frontière entre l'Arménie et la Géorgie, il devient provisoirement commandant en chef des forces armées géorgiennes. Durant l'année 1919, il assure les fonctions de gouverneur militaire d'Akhaltsikhé et d'Akhalkalaki, et en octobre il retrouve le poste de gouverneur militaire de Tiflis. En février 1921, lors de l'invasion du territoire géorgien par les armées de la Russie soviétique, il gagne une première bataille sur les hauteurs de Tiflis, à Soghanlugi, mais doit battre en retraite vers le Sud-Ouest du pays. Il refuse de partir en exil avec les dirigeants politiques et militaires, et hors du contrôle des pouvoirs géorgien et soviétique, il rassemble les régiments géorgiens en proximité, fait front face à l'offensive ottomane à Batoumi et la repousse avant l'arrivée des armées soviétiques : ces dernières ne seraient pas intervenues, les accords entre Lénine et Mustafa Kemal attribuant la ville à la Turquie. 

### L'exil en Perse et en France
Guiorgui Mazniachvili est d'abord déclaré hors-la-loi par les autorités soviétiques, avant de se voir offrir un poste dans l'Armée rouge. En 1923, il gagne la Perse puis la France, mais après l'échec de l'insurrection nationale d'août 1924 et les divisions qu'il trouve au sein de l'émigration géorgienne, il décide d'un retour au pays.  

### Le retour en URSS et l'exécution
Guiorgui Mazniachvili retrouve son village natal, où il vit paisiblement jusqu'aux Grandes Purges décidées par Staline en 1937 : il est arrêté et exécuté par les autorités soviétiques sans procès. 
En 2013, la République de Géorgie le nomme héros de la nation à titre posthume. 

## Publication
Pendant son exil, Guiorgui Mazniachvili publie Mémoires d'un soldat (en géorgien ჯარისკაცის მემუარებში).